# Jerry och guldfisken
Jerry och guldfisken (Jerry and the Goldfish) är en kortfilm med Tom och Jerry. Den hade premiär den 3 mars 1951.
I huset där Tom och Jerry bor finns också en guldfisk som husdjur, Jerry är vän med fisken. Tom vill laga en måltid av fisken och Jerry gör vad han kan för att rädda den.